# Salmijärvi (Karesuando socken, Lappland, 760892-176929)
Salmijärvi är en sjö i Kiruna kommun i Lappland och ingår i Torneälvens huvudavrinningsområde.